# Tecia
Tecia is een geslacht van vlinders van de familie tastermotten (Gelechiidae).

## Soorten
- T. albinervella Kieffer & Jörgensen, 1910
- T. arnicella (Clarke, 1942)
- T. baccharisella (Brèthes, 1917)
- T. confirmans (Povolny, 1990)
- T. kiefferi Kieffer & Jörgensen, 1910
- T. petrella (Busck, 1915)
- T. solanivora (Povolny, 1973)
- T. tetradymiella (Busck, 1903)
- T. venosa (Butler, 1883)